# エリコの戦い

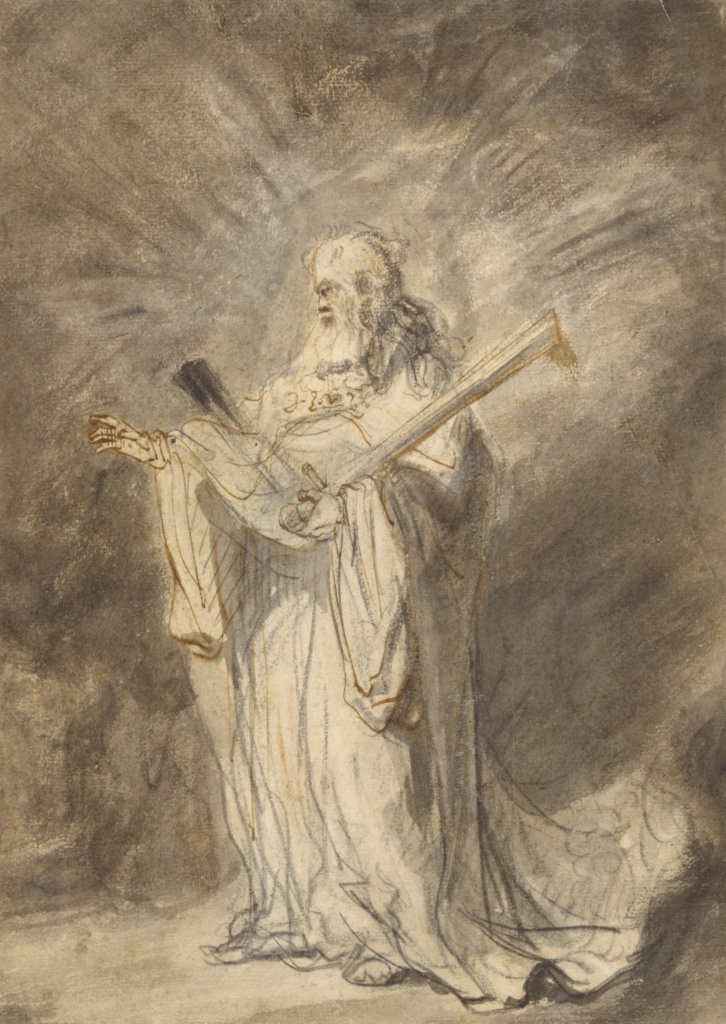
ヨシュア5:13

エリコの戦い（エリコのたたかい、英：Battle of Jericho）は、ヨシュア記6:1-27にあるイスラエルの戦闘。エリコの周囲をめぐりながら吹き鳴らされた角笛が有名である。イスラエルの指導者である預言者モーセの後継者、ヨシュアの最初の戦闘。

## 旧約聖書による記述
イスラエルの神、主は約束の地を与えるとヨシュアに告げる。
「わが僕モーセは已に死り然ば汝いま此すべての民とともに起きてこのヨルダンを濟り我がイスラエルの子孫に與ふる地にゆけ」（ヨシュア1:2)
「我なんぢに命ぜしにあらずや心を強くしかつ勇め汝の凡て往く處にて汝の神　主偕に在せば懼るる勿れ戰慄なかれ」（ヨシュア1:9)
ヨシュアは斥候を遣わし、ラハブという遊女の家に潜伏する。イスラエルの勝利を見て取った売春婦ラハブは、「父、母、兄弟、姉妹、また、すべて彼らに属する者」（ヨシュア2:12-13）と自分のいのちの助命を懇願し、認められる。斥候はヨシュアに報告した。「誠に主この國をことごとく我らの手に付したまへりこの國の民は皆我らの前に消うせんと」（ヨシュア2:24）。
エリコに近づいたヨシュアの前に、抜き身の剣を持った主の軍の将が現れ、告げた。「主の軍旅の將ヨシユアに言けるは　汝の履を足より脱され汝が立をる處は聖きなりと　ヨシユア然なしぬ」（ヨシュア5:13-15）
城塞都市エリコは城門を閉ざした。主なる神に命じられた通り、イスラエルの民は契約の箱を担ぎ、7人の祭司が、7つの角笛をもって、主の箱の前を行き、6日間町の周囲を一回まわり、7日目だけは7回まわった。
民がときの声をあげ、角笛を吹き鳴らすと、城壁が崩れ落ちたので、イスラエルは主の命令に従ってエリコを聖絶した。ラハブとその家族、親戚のいのちは助けられた。（ヨシュア6:20-25）
ヨシュアは呪いを宣言する。「ヨシユアその時人衆に誓ひて命じ言けるは凡そ起てこのヱリコの邑を建る者は主の前に詛はるべし　其石礎をすゑなば長子を失ひその門を建なば季子を失はんと」（ヨシュア6:26）。これは周囲に知れ渡った。「主、ヨシユアとともに在してヨシユアの名あまねく此地に聞ゆ」（ヨシュア6:27）。

## エリコ大虐殺
エリコ大虐殺は紀元前1300年〜紀元前1200年前後の時代に、パレスチナのエリコ（イェリコ、ジェリコ）の民（カナーン人）に対して行われたと伝えられる大量虐殺である。
イスラエル人の指導者ヨシュアと古代イスラエルの連合軍によってなされた。『旧約聖書』が伝えるところでは、エリコの民は女性や子供・乳幼児も含めて全員が虐殺されたという。

## 考古学的検証
考古学上の研究によれば、古代のイスラエル人がカナーンに入植した当時、エリコは既に土砂に埋まっており、廃墟であったとされている。
例えば、アメリカの考古学者ウィリアム・F・オルブライトは、紀元前12世紀に激しい戦闘によりラキシュやハツォルのような都市が破壊された事実を確認した。しかしながら、ヨシュアが征服したとされる他の都市では破壊の痕跡を発見できなかった。さらに、アイやエリコについて人が住んでいた証拠を発見できなかった。
よって、旧約聖書のエリコにおけるイスラエルの大勝利の記述は史実ではなく、かなりの部分が後世の創作であると考えられている。